# Gregovica
Gregovica (tal. Grega) je gradska četvrt i jedan od mjesnih odbora Grada Pule. Mjesni odbor Gregovica obuhvaća područja gradskih četvrti Pragrande, Sveti Mihovil, Bolnica i Gregovica smještenih na površini od 1.408.490 m² na kojem živi 2.680 stanovnika. Gustoća naseljenosti iznosi 1902,7 st./km².
Gradsku četvrt Gregovicu sa sjevera ograničuje Kaštanjer, s istoka Busoler, s juga Pragrande, a sa zapada Bolnica.
Gregovica je relativno nizak brežuljak između Šišanske i Medulinske ceste, čije ime potječe, kako se pretpostavlja, od imigranata koji su ili bili iz Grčke ili su bili pripadnici grčke pravoslavne Crkve. Puležani (Polesani) su ih nazivali Greghi, a mjesto na kojem su živjeli La grega, toponim koji će kasnije označavati cijelo područje i okolna brdašca. Prema nekim povijesnim izvorima na početku 18. stoljeća ondje se doselio neki Grk imena Dimitri Volassi koji je kupio područje današnje Gregovice.